# 百強84
《百強84》是香港歌手陳百強的第七張粵語大碟，以快歌為主，是陳百強首張以明確「活力」概念製作的大碟，亦是他歌路及形象上的一大突破。此專輯收錄了一首著名的勵志歌《摘星》，清新的同名電視劇主題曲《畫出彩虹》，充滿人生哲理的《旅程》，將著名法語情歌改編成動感舞曲的《粉紅色的一生》以及原創霹靂舞曲《創世記》。此唱片於1984年7月推出。

## 製作背景
《百強84》唱片的「活力」概念是來自Michael Jackson以及1984洛杉磯奧運會。Michael Jackson於1982年末推出的《Thriller》大碟席卷全球，陳百強非常欣賞他並視之為偶像。
陳百強在1984年無線電視「齊齊學唱歌」節目中透露了更多的《百強'84》的制作概念；「不是說要改變，而是多方面的嘗試。我在監制這張碟的時候我就在想，今年是84年，是很有生氣的一年，而且我真的覺得香港樂壇每個人的主力都是在慢歌情歌，有一些厭倦的感覺，所以我想盡量嘗試唱一些很勁很Disco的歌曲。」
《創世記》的創作靈感源自美國黑人女歌手Rufus & Chaka Khan的《Ain't Nobody》，此曲亦是1984年賣座電影《Breakin'》(又名Breakdance)中的一首歌曲，陳百強聽后對林慕德說：「我想有一首類似這樣的黑人Disco歌。」
陳百強曾如此描述《創世記》的創作過程：「算起來，真正喜歡林慕德是始于羅文的《激光中》，香港有節奏的作曲家並不多，他是較為突出的一位。雖然在這張唱片中，快拍的歌曲大部分是由他負責，但概念基本上屬於我一個人，他只是用電子琴樂器助我完成腦海中的歌曲模式。」
 
唱片中哪一首是你最高興的作品？「創世記！」陳百強坦然承認「並不是特別好的關係，而是《創世記》的重節拍、有勁度的錄音效果，百分之百配合我所提及的活力。」
林振強曾在1984年11月的「詞匯」刊物中透露《創世記》的歌詞由來：
如何《創世記》？
平日寫詞，總要花很多時間，才能決定寫些什麼，但寫《創世記》前，卻只聽了音樂一兩遍，便一口咬定要寫“創世”這回事，因為不知怎地，老是覺得林慕德這首音樂，隱隱有雷電交加、天地初開、無邊無際的感覺。

題材決定後，問題便來了。問題是：我不知道世界是怎樣創造出來的。本想去買本圣經來看看，但想了兩想，又覺麻煩，又不知往哪兒買，於是索性自己構思一個“創世記”出來。我說，這樣做，理應更加好玩。

我興奮地提起筆來，呆坐良久，才發覺一點都不好玩，因為弄來弄去，都弄不出一隻字。也曾想過找另一個題材來寫，但總是覺得這個題材與這首音樂最為配合，惟有繼續呆坐。抽了很多支煙后，終於嘔了一句“他手握光與電”出來，才漸入佳境，再燒多半包煙后，便順利完成整首詞，然後滿意地入睡。

但我只是滿意了一晚，早上醒來，再拿起詞來看看，又感到不大滿意，詞里好像欠了些什麼似的。

終於，我發覺原來詞里盡是描述，全沒有歌者的參與，就好像記者報道娛樂新聞那樣，略覺平淡。於是，又拿起筆來，修改了B段，加插了少許第一身感受和參與，如“渺小似風里沙”、“我奔進星際下，抬頭望他”等等。修改后，不滿之情好像減少了些少，但香煙卻減了很多，又要落樓買煙了。

《創世記》就是如此這般產生。
鄭國江後來透露他寫的原歌名並不是《粉紅色的一生》，此歌名是陳百強所起。
1984年4月初，灌錄《畫出彩虹》前，由於細菌感染，陳百強患上了急性肝炎而需住院幾個星期治療。但電視劇監製及導演招振強認為陳百強的氣質及歌路很適合唱此主題曲，一直堅持等他出院而不願易角，丹尼有感於招振強的盛意，在醫生的批準下，到錄音室灌錄了幾個小時。
無線電視劇《畫出彩虹》於1984.04.23至05.18播出，全長20集，監製招振強，主演詹秉熙、張曼玉、劉青雲、藍潔瑛等。這亦是張曼玉的首部電視劇。此劇描述的是一個青年漫畫家奮鬥的故事，一般人都認為角色原型是熱門漫畫「中華英雄」的主編馬榮成。
《摘星》是84-85禁毒主題曲，灌錄此曲前陳百強大病初癒。「禁毒星輝1984」露天音樂會由香港電台暨禁毒常務委員會主辦，監製李再唐，於1984.07.22在摩士公園舉行，陳百強是特別嘉賓幷唱主題曲。
林振強曾在1985年5月的「詞匯」刊物中提及構思《摘星》的經過：
最怕寫勵志和導人於良的歌詞，一來本身全無救世氣質，二來性好胡來，三來老是覺得流行曲太嚴肅便悶，四來怕辛苦；但當獲委派為反吸毒歌的填詞人，又覺得是一份光榮，於是貪慕虛榮的我，迷戀女色的我，惟有硬著頭皮，挺起胸膛，暫忘世上有女人存在，拿起筆桿，嘗試正正經經去寫一首反吸毒歌。

拖了很久，還是不想動筆，因為實在不知如何入手：平鋪直敘的寫，會悶死我，也悶死人；亂寫一番，會對不起顧嘉輝，也對不起誤信我可以「搞得掂」的有關人士。我一面加緊努力去構思，一面加倍責罵自己為什麼要答應做這回事。

我力圖找一些「東西」來做「布景」，好讓我能入手，但我想來想去，想去想來，除了想到「一間沒有窗的屋」，再也想不到其他。

既然想不到其他，惟有環繞著那間怪屋想下去：沒有窗的屋，內里理應很黑，大有可能是間黑店，既有黑店，少不免有投宿者被謀財害命，而這些被害者，可能是漫漫路上的旅客。如此這般「想想下」，「搞搞下」，終於搞了間名「後悔」的旅店出來，和寫了這首名《摘星》的歌。寫完后，看看，覺得也不算太悶。
《黑的幻覺》改編自David Bowie的《Modern Love》，此曲是David Bowie在1983.12.08香港紅磡演唱會上演唱的最後一首歌曲，陳百強亦有前往觀看。
《旅程》改編自谷村新司的《それぞれの秋》（每個秋天），谷村新司曾於1984年2月末在香港舉行演唱會，陳百強亦是座上客。
陳百強在1984年的港台「DJ與你齊歡聚」節目中透露了一些《百強'84》封套的概念：「這個概念是我想的。這套衣服是以前40年代還是游泳棚那時候的泳衣，有些人誤會了這是一件泳褲再加上一件背心，但其實是一整套的，本來還有一頂冬菇帽戴在頭上，但后來一想或許太過“驚心”了，就沒戴，這是一件復古的新衣。很多人都誤解了我是那種很安靜的人，但其實我不是，我已經籌劃了很久，我想制作一些快歌出來，終於這次如愿以償了。」
此碟原有十二首歌曲，但最後改成了十首，陳百強在1984年的訪問中如此解釋：「此靈感來自《Thriller》，《Thriller》裏面只有九首歌曲，卻有七首上了流行榜，我覺得很有趣，自己的大碟原有十二首歌曲，但有兩首覺得不滿意，所以寧愿將它們抽起不用，抱著『貴精不貴多』的宗旨，於是唱片便只得十首歌曲。」

## 迴響
《摘星》在1984年第29至31周連續三周獲得「中文歌曲龍虎榜」冠軍，並入選年末的「十大中文金曲」。
陳百強堅守承諾參加「禁毒星輝1984」音樂會而甘願犧牲其他的演唱會機會。曾與陳百強商討主題曲灌錄及音樂會合作的港台高層李再唐後來曾撰文道：「他（陳百強）的老練超越了他的年齡，他的內涵與外表一樣帥。」文中亦同時透露了陳百強當時對他說的一番話：「我選擇了這禁毒星輝的演出，一來反吸毒義不容辭，二來摩士公園露天劇場我相信可以做一個較理想的戶外音樂節目！在那裡，可以和觀眾更接近。」
謝安琪在2023年接受「美紙」訪問時透露了一些她小時候與《摘星》的故事：「《摘星》是「禁毒」主題曲，當時全港有很多地區合唱團，全都要學這首歌，有些由所有地區結集在一起的大匯演音樂會，或是滅罪嘉年華會，大家會派一些隊員出來，做一個大合唱，我也有幸成為被選中的小孩之一。」
顧嘉煇相當鍾愛《畫出彩虹》一曲，他曾說：「陳百強唱的《畫出彩虹》，我覺得幾有深度，是不錯的，但可能劇集不大受歡迎，結果不理想，就覺得白費心機。」
容祖兒在2015年顧嘉煇榮休時的「樂壇教父顧嘉煇」節目中透露她最喜歡的顧嘉煇作品是《畫出彩虹》，她如此說：「我是真的純粹喜歡這首歌的旋律以及陳百強的演繹，我也覺得歌詞寫的很好，同時在芸芸的煇哥作品裏面，我覺得這一首有一種很清新、很有氣質的感覺。」
唱作人林家謙在2018年港台「隨機播放」節目中說：「他（顧嘉煇）那些轉調很不明顯，其實是挺深的。《畫出彩虹》他也轉過一兩次key，很subtle（微妙），因為他轉得太美了。我們所謂的轉key轉得好就是要轉到你聽不出。」
音樂人徐繼宗在2019年商台「有誰共鳴」節目中說：「其中一首我覺得很神奇的顧嘉輝作品就是《畫出彩虹》，因為它無論是在歌曲的結構，旋律亦很好聽，編曲的做法，轉key的辦法，我發覺這一首是廣東流行曲的極致示範。另外，陳百強也是我很喜歡的歌手，他給我的感覺是一位很有自己的風格，不食人間煙火的一個歌手。這首歌如果套用今時今日的用詞就是一首很有仙氣的歌，因為旋律很夢幻，你好像飄在一朵云上面聽著陳百強在彩虹上坐著唱歌。這首歌在八十年代和我的偶像當中絕對是一首代表作。」
謝安琪在2023年接受「美紙」訪問時透露：「小時候我看《畫出彩虹》這部電視劇時，對《畫出彩虹》這首歌印象很深刻，可以說它畫出了我對愛情的憧憬，我覺得很浪漫，愛上一個人就是這樣子的，望一下天，看到不同的東西都會想起你所喜歡的那個人，很有氛圍。」
《畫出彩虹》亦獲得眾多成名歌手的欣賞，容祖兒、陳奕迅、許志安、謝安琪、李克勤、陳慧琳、葉倩文等都曾於唱片或演唱會中唱過此曲。

## 衍伸
1988.09.16，陳百強受邀在漢城奧運會開幕式前夕在漢江旁舉行的「亞洲的光榮」音樂會中現場獨唱《創世記》的英文改編版《Your Loving Eyes》(新填詞，未出碟)，全球直播。此音樂會中同台獻唱的還有趙容弼、胡寅寅以及西城秀樹。

## 曲目
| 曲序     | 曲目                                     |          | 作曲         | 编曲         | 备注 | 时长  |
| -------- | ---------------------------------------- | -------- | ------------ | ------------ | --- | ----- |
| 1.       | 閃電 (音樂)                              | —        | Chris Babida | Chris Babida | | 1:04  |
| 2.       | 創世記                                   | 林振強   | 林慕德       | 林慕德       | 第三主打 和音之一：林慕德 創作靈感來自Rufus & Chaka Khan的《Ain't Nobody》 全新填詞的英文版為《Your Loving Eyes》，陳百強於88年漢城奧運開幕音樂會中演唱，未出碟。 | 3:26  |
| 3.       | 粉紅色的一生                             | 鄭國江   | Louiguy      | 林慕德       | 第四主打 改編自Grace Jones的《La Vie en Rose》(粉紅色的生活)，意即樂觀生活。 法語原曲為Édith Piaf的《La Vie en Rose》 Louiguy原名Louis Guglielmi                  | 3:38  |
| 4.       | 摘星（84-85禁毒主題曲）                  | 林振強   | 顧嘉煇       | Nonoy Ocampo | 第二主打 港台「禁毒星輝1984」音樂會於1984.07.22在摩士公園舉行 | 3:38  |
| 5.       | 畫出彩虹（無線電視劇《畫出彩虹》主題曲） | 鄭國江   | 顧嘉煇       | 顧嘉煇       | 第一主打 電視劇《畫出彩虹》于1984.04.23至05.18播出 | 3:23  |
| 6.       | 瘋狂慶祝會                               | 林振強   | 林慕德       | 林慕德       | | 3:08  |
| 7.       | 貓女人                                   | 林振強   | Chris Babida | Chris Babida | | 2:48  |
| 8.       | 你會否不再想起我                         | 林敏驄   | Carole King  | Chris Babida | 改編自Dionne Warwick的《Will You Still Love Me Tomorrow》 原始原唱者為The Shirelles 同曲異詞有陳美玲的《片斷》及區瑞強的《歡欣一一記》                            | 3:10  |
| 9.       | 旅程                                     | 鄭國江   | 谷村新司     | Chris Babida | 改編自谷村新司的《それぞれの秋》（每個秋天） | 3:42  |
| 10.      | 黑的幻覺                                 | 林振強   | David Bowie  | Chris Babida | 改編自David Bowie的《Modern Love》 | 3:20  |
| 11.      | 閃電                                     | 鄭國江   | Chris Babida | Chris Babida | | 3:43  |
| 总时长： | 总时长：                                 | 总时长： | 总时长：     | 总时长：     | 总时长： | 35:00 |

## 製作人員
- 監制：陳百強
- 錄音：王紀華、陳傳謙、韋翰文
- 混音：Tom Brown、梁榮駿、黃柏高

梁榮駿、李再唐、黃柏高 (摘星)
- 錄音室：CBS/Sony Studio

Crown Studio (摘星、畫出彩虹)
- 封套概念：陳百強
- 化粧：Matsuda
- 髮型：Roger Craig
- 攝影：陳道明T.M Chan
- 平面設計：余奉祖Michael Miller Yu

## 派台成績
| 歌曲   | 港台 中文歌曲龍虎榜 |
| ------ | ------------------- |
| 摘星   | 1(3周)▲             |
| 創世記 | 3                   |

▲1984年第29,30及31周。

## 獎項
- 1984年度十大中文金曲頒獎典禮

- 「十大中文金曲」：《摘星》
- 「最佳中文(流行)歌詞獎」: 《摘星》/林振強

- 1984年度十大勁歌金曲頒獎典禮

- 「十大勁歌金曲第三季季選」：《摘星》

- 1984年度中文歌曲擂台獎頒獎禮

- 「中文歌曲擂台獎」：《百强84》專輯

- 第九屆香港金唱片頒獎典禮

- 「白金唱片」：《百強84》專輯